# Diana Est
Cristina Barbieri, connue sous le nom de scène Diana Est (née le 12 juin 1963 à Milan) est une chanteuse italienne des années 1980.

## Biographie
Son nom de plume est composé du nom Diana, déesse de la chasse, et est, troisième personne du singulier du verbe «être» en latin. Diana Est n'avait pas une grande voix, mais les producteurs de disques lui ont proposé de se présenter au public sous un aspect androgyne, un petit peu new age.
Sa carrière artistique a été très brève. Elle est entrée dans la musique avec l'aide de son oncle Mario Lavezzi (it) en 1982, grâce au rapide succès avec la contribution du chanteur Enrico Ruggeri, auteur des 45 tours Tenax et Le Louvre.
Elle participe au Festivalbar 1984 avec Diamanti.
Aujourd'hui Diana Est vit dans la province de Milan, où elle travaille comme antiquaire, elle est mariée et a deux enfants.

## Discographie
- 1982 - Tenax / Notte senza pietà
- 1983 - Le Louvre / Marmo di città / Le Louvre (instrumental)
- 1984 - Diamanti / Pekino